# Haunted Ranch
Haunted Ranch è un film del 1943 diretto da Robert Emmett Tansey.
È un film western statunitense con David Sharpe, John 'Dusty' King e Max Terhune (accreditato come Max 'Alibi' Terhune). Fa parte della serie di 24 film western dei Range Busters, realizzati tra il 1940 e il 1943 e distribuiti dalla Monogram Pictures.

## Produzione
Il film, diretto da Robert Emmett Tansey su una sceneggiatura di Elizabeth Beecher con il soggetto di Arthur Hoerl, fu prodotto da George W. Weeks per la Monogram Pictures tramite la società di scopo Range Busters nel novembre del 1942. Il titolo di lavorazione fu Ridin' Double. Il brano della colonna sonora Where the Prairie Hills Meet the Sky fu composto da John King (parole e musica), Little Brown Jug da Joseph E. Winner.

## Distribuzione
Il film fu distribuito negli Stati Uniti dal 19 febbraio 1943 al cinema dalla Monogram Pictures.